# Asparagoideae
Asparagoideae je potporodica šparogovki kojoj pripada najvažniji rod u porodici, Asparagus, s preko 200 vrsta raširenih po ogromnm prostranstvima Euroazije, Afrike i Australije. Drugi rod je Hemiphylacus s pet vrsta iz Meksika
Prvi rod Asparagus s preko 200 vrsta sadrži poznate vrtne šparoge (A. officinalis) kao i nekoliko ukrasnih biljaka cijenjenih zbog svog lišća, uključujući “cvjećarsku paprat” (A. setaceus); “Sprengerova paprat” (A. aethiopicus); “afrička šparoga paprat” ili “nevjesta puzavica” (A. asparagoides); i “paprat šparogu” (A. densiflorus).

## Rodovi
1. Asparagus L. (219 spp.)
2. Hemiphylacus S. Watson (5 spp.)